# Sidney Miller
Sidney Álvaro Miller Filho (Rio de Janeiro, 18 de abril de 1945 — Rio de Janeiro, 16 de julho de 1980) foi um compositor brasileiro.

## Biografia

### Início da carreira (anos 1960)
Carioca de Santa Teresa, Sidney Miller despontou como compositor no cenário musical brasileiro durante a década de 1960, e assim como outros artistas que também estavam começando, participou com algum destaque em diversos festivais de música, bastante populares nesse período.
Cursou sociologia e economia, porém sem concluir nenhum dos cursos. No início da carreira chegou a ser comparado com o também estreante Chico Buarque, uma vez que tinham em comum, além da timidez, a temática urbana e um especial cuidado na construção das letras. Além disso, a cantora Nara Leão, famosa por revelar novos compositores, teve grande importância na estreia dos dois: em 1967, no disco Vento de Maio, dividiam quase todo o repertório: Chico Buarque assinou quatro canções, enquanto Sidney Miller era o autor de outras cinco.
O primeiro registro importante como compositor foi em 1965 no I Festival de Música Popular Brasileira da TV Excelsior (SP), obtendo o quarto lugar com a canção Queixa, composta em parceria com Paulo Thiago e Zé Keti, interpretada por Cyro Monteiro. Em 1967, pelo selo Elenco de Aloísio de Oliveira, lançou o primeiro disco, intitulado Sidney Miller, na qual se destacou por trabalhar temas populares e cantigas de roda como O Circo, Passa Passa Gavião, Marré-de-Cy e Menina da Agulha.
Sidney Miller compôs, juntamente com Théo de Barros, Caetano Veloso e Gilberto Gil, a trilha sonora para a peça Arena conta Tiradentes, dos dramaturgos Augusto Boal e Gianfrancesco Guarnieri. Nesse mesmo ano, ao lado de Nara Leão, interpretou a canção A Estrada e o Violeiro no III Festival de canção Popular Brasileira da TV Record (SP), conquistando o prêmio de melhor letra.
Em 1968, também pelo selo Elenco lançou o LP Brasil, do Guarani ao Guaraná, que contou com as participações especiais de diversos artistas como Paulinho da Viola, Gal Costa, Nara Leão, MPB-4, Gracinha Leporace e Jards Macalé, entre outros. O maior destaque do disco ficou por conta da toada Pois É, Pra Quê. A partir de então Sidney Miller intensificou a carreira na área de produção. Juntamente com Paulo Afonso Grisolli organizou no Teatro Casa Grande (RJ) o espetáculo Yes, Nós Temos Braguinha, com o compositor João de Barro. Também com Grisolli, relançou a cantora Marlene, no show Carnavália, que fez bastante sucesso. 
Em 1969 produziu e criou os arranjos do LP de Nara Leão Coisas do Mundo. Ainda em 1969, ao lado de Paulo Afonso Grisolli, Tite de Lemos, Luiz Carlos Maciel, Sueli Costa, Marcos Flaksmann e Marlene, organizou o espetáculo Alice no País do Divino Maravilhoso, além de compor a trilha sonora do filme Os Senhores da Terra, do cineasta Paulo Thiago.

### Anos 1970 e últimos anos
Na década seguinte seguiu realizando trilhas sonoras para cinema. Sidney Miller foi o autor da trilha dos filmes Vida de Artista (1971) e Ovelha Negra (1974), ambos dirigidos por Haroldo Marinho Barbosa. Sidney Miller foi autor da trilha sonora das peças Por mares nunca dantes navegados (1972), de Orlando Miranda, na qual musicou alguns sonetos de Camões, e do espetáculo a A torre em concurso (1974), de Joaquim Manuel de Macedo. Em 1974 lançou pela Som Livre o último disco de carreira, o LP Línguas de Fogo, que trouxe influências até então inéditas em seus trabalhos anteriores, como o folk rock e o rock progressivo.
Nos últimos anos de vida, Sidney Miller estava afastado do circuito comercial. Tinha planos de voltar a gravar, de forma independente, um LP que se chamaria Longo Circuito. Trabalhava na Funarte, quando veio a falecer, vítima de um infarto. A sala em que trabalhava passou a se chamar Sala Funarte Sidney Miller e foi transformada num teatro.

## Discografia
- Sidney Miller (1967)[2][5]
- Brasil, do Guarani ao Guaraná (1968)[2][5]
- Línguas de Fogo (1974)[2][5]
- Sidney Miller - Projeto Almirante (álbum tributo, póstumo) (1982)

## Participações em festivais
- 1965 - I Festival de Música Popular Brasileira da TV Excelsior (SP) - Queixa (Sidney Miller/Paulo Thiago/Zé Keti) - intérprete: Cyro Monteiro - 4.º Lugar
- 1967 - III Festival de Música Popular Brasileira da TV Record (SP) - A Estrada e o Violeiro (Sidney Miller) - intérpretes: Sidney Miller e Nara Leão - prêmio de melhor letra
- 1968 - I Festival de Juiz de Fora (MG) - Sem Assunto (Sidney Miller) - intérpretes: Cynara e Cybele - 1.º lugar
- 1968 - I Bienal do Samba da TV Record (SP) - Quem Dera (Sidney Miller) - intérpretes: MPB-4